# Speleovivarium
Lo Speleovivarium è un complesso espositivo dedicato alla speleologia ed un laboratorio di bio-speleologia.
Si trova a Trieste, nel rione di San Vito, alla base della scalinata che divide in due tronconi la via Guido Reni.

## Ubicazione
Lo Speleovivarium è alloggiato nella parte iniziale di una galleria antiaerea, che presenta un microclima simile a quello di una grotta.
Nel suo sviluppo totale la galleria ha una lunghezza di oltre 400 metri ed una pianta a C simmetrica, con i due tratti rettilinei iniziali ad una canna ed il tratto centrale a due canne, ortogonale agli altri due. A metà del tratto centrale, in prossimità di un segmento di unione tra le due canne, è presente un pozzo d'aerazione, la cui sommità è tuttora ben visibile nel soprastante giardino di piazza Carlo Alberto, protetto da un'ogiva di cemento. Originariamente la galleria disponeva di due accessi, ma attualmente è praticabile solamente quello dove si trova il museo, in quanto l'altro è ostruito dalle macerie.

## Contenuto
Lo Speleovivarium è gestito dalla Società Adriatica di Speleologia con la consulenza del Museo di Storia Naturale di Trieste.
Le aree rappresentate riguardano la flora e la fauna delle grotte del Carso triestino, i fenomeni del carsismo, la speleologia e la speleologia urbana.
Ma lo Speleovivarium è anche un laboratorio di bio-speleologia, e la sua principale attrattiva è quella di poter ammirare in cattività un proteo, un piccolo animaletto anfibio simile ad una lucertola dalla pelle color rosa, che è l'unico vertebrato europeo veramente troglobio, cioè che vive unicamente nelle grotte, ed in particolare nelle grotte dell'area del Carso.

## Visita
Il museo è raggiungibile con gli autobus numero 8, 9 e 15.
Si può visitare da ottobre a giugno alla domenica dalle ore 10 alle 12, oppure in altre giornate su appuntamento, in quanto il museo offre anche visite guidate per le scuole, disponendo di una sala per conferenze e proiezioni con 50 posti a sedere.